# 金林乡
金林乡，是中华人民共和国四川省凉山彝族自治州冕宁县曾经下辖的一个乡。2019年12月，撤销金林乡，所属行政区域划归磨房沟镇管辖。

## 行政区划
金林乡撤销前下辖以下地区：
果林村、浸水村、新民村和大杉村。